# Eruguera blanc-i-negra
L'eruguera blanc-i-negra (Lalage melanoleuca) és una espècie d'ocell de la família dels campefàgids (Campephagidae) que habita els boscos de les illes Filipines de Luzon, Mindoro, Samar, Leyte i Mindanao.

## Taxonomia
S'ha considerat l'existència de dues subespècies, que alguns autors consideren espècies de ple dret:
- Lalage melanoleuca, sensu stricto - eruguera blanc-i-negra septentrional.[2]
- Lalage minor (Steere, 1890) - eruguera blanc-i-negra meridional.[3]